# Dolmen von Porz Guen
Die Dolmen von Porz Guen (auch Port-Blanc genannt) liegen über der Klippe von Porz Guen an der Côte Sauvage auf der Halbinsel Quiberon, westlich von Saint-Pierre-Quiberon im Département Morbihan in der Bretagne in Frankreich. Dolmen ist in Frankreich der Oberbegriff für Megalithanlagen aller Art (siehe: Französische Nomenklatur).
Die beiden Dolmen sind nach Südosten orientiert. Sie lagen wahrscheinlich einmal im selben Hügel, und möglicherweise war noch ein dritter vorhanden. Der weiter im Binnenland gelegene Dolmen ist vollständiger. Seine Kammer ist rechteckig und misst etwa 3,0 × 2,75 m. Er hat einen kurzen Gang, über dem der einzige erhaltene Deckstein liegt. Der zweite Dolmen ist nur halb erhalten, da einige seiner Steine über die Felsenkante abgegangen sind. Er hat eine ovale Kammer und einen langen Gang, von dem mehrere Steine erhalten sind. Es gibt auch Steine zwischen den Dolmen.
Ende des 19. Jahrhunderts wurden die von Schatzsuchern aufgesuchten Dolmen von Félix Gaillard (1832–1910) ausgegraben. Während der Grabung wurden noch verbundene, menschliche Knochen entdeckt, was in Westfrankreich relativ selten ist. Die Skelette wurden auf zwei Ebenen, getrennt durch eine Steinschicht gefunden. Zwölf separate Schädel waren an den Wänden platziert worden. Bei der jüngsten Restaurierung des Denkmals wurden zusätzliche Untersuchungen durchgeführt und Proben entnommen. Die architektonische Studie bietet Informationen, die mit den über 130 Jahre alten Daten verglichen wurden.
Etwa 800 m entfernt, im Ort liegt der stark gestörte „Renaron Dolmen“ auch Dolmen de Portivy genannt.